# 戒指算盘
戒指算盘是一种戒指，其正面缀有一个小型中式算盤，可用于简单计算。由于算珠尺寸过小，常常需要使用发簪等工具进行操作使用。该工具在清朝时期发明，被誉为世界上首个“可穿戴设备”。

## 外观与使用
戒指的算盘部分长12（0.47英寸），宽7（0.28英寸）（一说长10（0.39英寸），宽5（0.20英寸）），算珠直径小于1（0.039英寸）。算盘通体纯银打造，分为两档，上面一档有两颗算珠，下面一档有五颗算珠，每颗算珠都能上下移动，没有滑涩感。
由于尺寸很小，戒指算盘无法直接用手进行操作，但其主要使用者——中国古代妇女在使用时只需取下她们头上的发簪即可拨动算珠进行计算工作，商人在交易时也可拿针对着戒指算盘进行简单的计算。

## 发明
二五珠算盘在明朝发明，而戒指算盘诞生于清朝，其历史可追溯至17世纪，但原发明者已不可考。这种戒指最开始造出来时是一种辟邪用的装饰物。尽管这种戒指除了计算之外无法完成任何其他复杂任务，但它仍然被称为世界上首个“可穿戴设备”。

## 习俗
清代徽商在娶亲时会向女方赠送一枚戒指算盘，以望妻子在家能够精打细算。